# Pave Benedikt 11.
Benedikt 11., født Niccolò Boccasino eller Nicolaus Bocasini (1240 i Treviso i Veneto - 7. juli 1304 i Perugia, var pave fra 22. oktober 1303 til sin død, 7. juli 1304. Saligkåret i den katolske kirke år 1773, med festdag 7. juli. 
1. ↑  Navnet er anført på engelsk og stammer fra Wikidata hvor navnet endnu ikke findes på dansk.
2. ↑  Navnet er anført på engelsk og stammer fra Wikidata hvor navnet endnu ikke findes på dansk.